# Neuroleon fanaticus
Neuroleon fanaticus är en insektsart som först beskrevs av Mclachlan in Fedchenko 1875.  Neuroleon fanaticus ingår i släktet Neuroleon och familjen myrlejonsländor. Inga underarter finns listade i Catalogue of Life.